# Potamanthellus edmundsi
Potamanthellus edmundsi is een haft uit de familie Neoephemeridae. De wetenschappelijke naam van de soort is voor het eerst geldig gepubliceerd in 1998 door Bae & McCafferty.
De soort komt voor in het Oriëntaals gebied.